# Service Action
Pour les articles homonymes, voir SA.
Le service Action (SA) est une force spéciale secrète placée sous le commandement opérationnel de la direction générale de la Sécurité extérieure (DGSE). Il est chargé de la planification et de la mise en œuvre des opérations d'actions clandestines. Il s'agit de la « troisième option » car lorsque les pressions diplomatiques ne suffisent plus mais qu’une guerre n’est pas envisageable pour autant, c’est alors aux agents du SA que l’on fait appel, afin que, par toutes méthodes non conventionnelles, ils puissent défendre au mieux les intérêts de leur nation.
Les premières missions spéciales (clandestines) du 2e bureau eurent lieu dès 1914 et jusqu'en 1918.
Dès 1940, le 2e Bureau du général De Gaulle mène des opérations actions en France occupée. En 1941, le service de renseignement (nouveau nom du 2e bureau) se compose d'une section action qui deviendra rapidement service d'action militaire (A/M). Ce service perdurera sous différents nom au BCRAM, BCRA, BCRAL (DGSS) puis DGER, SDECE et DGSE.
De la même façon, un bureau action sera créé du côté des services d'Alger et rejoindront la DGSS.
La plupart des informations concernant cette unité sont classifiées Très Secret (TS), et sauf exception, ni la présidence de la République ni le ministère des Armées ne commentent ses opérations. Contrairement aux opérations spéciales dites « discrètes », le SA conduit des actions qui ne sont pas revendiquées par le Gouvernement français.
En 2006, un commando du CPIS est tué en Irak.
En 2013, l'unité est remarquée pour sa tentative de libération de Denis Allex (fausse identité) en Somalie, lui-même membre du CPIS. Au total, le SA perd 3 commandos lors de cet assaut.
En 2016, le CPIS perd 3 commandos en Libye.
Le SA est la plus ancienne force spéciale Française et n'a jamais baissé ses standards de recrutements. Il s'entraine en conditions réelles et perd malheureusement du personnel à l'entrainement (2009, 2011 pour ce qui est connu). Seul ses échecs sont connus.
Son quartier général est situé au fort de Noisy à Romainville, France.

## Mission
Le service Action est chargé de la planification et la mise en œuvre des opérations spéciales clandestines. Celles-ci peuvent être de deux catégories :
- opérations « arma » : sabotage, destruction de matériel ;
- opérations « homo » : neutralisation ou capture d'individu.

Le service Action est aussi utilisé pour infiltrer ou exfiltrer clandestinement des personnels (agents, personnalités, ex-otages, etc.) d'un pays. Il peut également contribuer à l'obtention de renseignement par la capture d'un matériel sensible.
Le SA remplit par ailleurs des missions d'évaluation de la sécurité de sites sensibles comme les centrales nucléaires d'EDF, ainsi que des bâtiments militaires comme des installations de réparation des sous-marins nucléaires de l'Île longue en rade de Brest,,.

## Organisation
Le service Action est commandé par un état-major interarmées et est constitué de trois unités de l'Armée de terre, un escadron de l'Armée de l'air et un bâtiment de la Marine nationale.
Le Centre d'instruction des réservistes parachutistes (CIRP) est l'état-major qui commande les trois unités de l'armée de terre :
- le Centre parachutiste d'entraînement spécialisé (CPES), stationné à Cercottes[Note 1],[16], qui instruit les agents destinés à opérer en zones normalisées;
- le Centre parachutiste d'instruction spécialisée (CPIS), stationné à Perpignan, successeur du Centre d'entraînement à la guerre spéciale (CEGS), qui forme les agents destinés à opérer en zones de crises ;
- le Centre parachutiste d'entraînement aux opérations maritimes (CPEOM) à Quélern, successeur du Centre d'instruction des nageurs de combat (CINC) d'Aspretto, qui regroupe les nageurs de combat[17].

Le service dispose en outre, pour le soutien aérien de ses opérations clandestines, d'une unité de l'Armée de l'air appelée Groupe aérien mixte 56 « Vaucluse » (GAM 56). Basé à Évreux, le GAM 56 est doté d'hélicoptères Caracal et d'avions de transport tactique de type Transall et Twin Otter.
L'unité de la Marine nationale est quant à elle constituée par le navire Alizé, « bâtiment de soutien de plongée ».
Le 14 juillet 2020, toutes ces unités militaires reçoivent le droit au port de la fourragère aux couleurs de l'ordre de la Libération.

## Histoire

### Fondation
Une section Action est créée au début 1941 (elle récupère 1/3 de la 1e Compagnie d'Infanterie de l'Air) mais ne devient officielle qu’en octobre 1941. En mars 1942, cette section est scindée en deux : La section Action/Missions (A/M) met en œuvre l’action elle s’occupe notamment de l’acheminement des agents et du matériel tandis que la section Action/Étude et Coordination (A/EC) prépare des plans d’action en accord avec les Britanniques. Le service sera notamment impliqué dans le pilotage de la résistance Française via sa participation à l'opération Jedburgh et l'EMFFI en lien avec SO/SOE (SFHQ) et SO/OSS.
En 1944, est mis en place à Calcutta un service de renseignement français, la section de liaison française en Extrême-Orient, qui dispose d’un service Action baptisé French Indo-China Section (littéralement « section Indochine française »), dirigée par François de Langlade, qui dépend pour emploi de la Force 136. L’état-major de la FIS, la mission militaire française d'Extrême-Orient, commandée par le général Blaizot, se trouve à Kandy, à Ceylan, tout comme le bureau central de la Force 136, et la centrale d’exécution à Calcutta, en Inde. À partir de novembre 1944, la FIS commence à parachuter un nombre limité d'équipes de commandos, notamment au Laos.
À sa création, le Service de documentation extérieure et de contre-espionnage (SDECE) qui succède à la DGER ne possède plus de service Action. Son directeur général, Henri Ribière semble réticent mais sur l'insistance de l'état-major des armées, le service Action est recréé début 1946 sous le nom de « Service 29 » et rattaché directement à la direction générale. De retour d'Extrême-Orient, le colonel Jacques Morlanne crée, à partir d'un fichier de tous les anciens volontaires spéciaux des unités aéroportées, le noyau du service Action du SDECE.
Le SA fait face à des difficultés de recrutement. En novembre 1946 est recruté Edgar Mautaint, ancien Jedburg, qui abandonne sa mission au bout de seulement quelques mois. Son adjoint, Robert Roger Rivière lui succède en janvier 1947. Des Marsouins du 24e régiment d’infanterie coloniale de Carcassonne, recrutés à Mont-Louis sont ensuite jugés décevant. Une opération de recrutement est lancée : à Pezou, dans le Loir-et-Cher, la petite équipe du colonel Albert-Marie d'Eon et du capitaine Paul Aussaresses assemble le « fichier central des volontaires spéciaux aéroportés », évoqué au printemps 1945 par le colonel Maurice Redon. Le duo auditionne 1500 gradés dont 700 sélectionnés pour une formation de 3 mois au camp de Frileuse.
Aussaresses obtient un bureau en face de celui de Morlanne et insiste malgré les restrictions budgétaires, mais le bataillon n’a toujours que 30 soldats au printemps 1947. Morlanne relance le projet en recrutant ses 4 futurs « mousquetaires » : Marcel Chaumien (1913-1979), Robert Maloubier (1925-2015), René Bichelot (1922-2004) et René Obadia (1917-2000). Le 1er mai 1947, Morlanne décide finalement de nommer chef du bataillon le commandant Paul Aussaresses, avec pour adjoint l’ancien Jedburgh Maurice Géminel. Tous deux participent à une démonstration de saut en parachute à Nice le 22 juin 1947 .
Aussaresses et Geminel voulaient seulement des engagés, et en recrutent via un appel dans toute l’armée française, vague sur les futures missions et signifiant pour certains perdre de l’avancement de carrière, mais des candidatures arrivent dès l’été 1947. En octobre 1947 arrivent aussi les premiers appelés, 80, qui seront près de 200 à la fin de l’hiver.
Louis L’Helgouach rédige le programme d’instruction du bataillon et René Obadia un traité de sabotage.
A la mi-novembre 1947, le 11e Choc, nouveau service action du SDECE est mis en alerte pour la première fois, afin de partir pour Marseille mais l’ordre est finalement annulé. Le service action passera aux actes l'année suivante à l'occasion de la grève des mineurs de 1948, qui voit les puits bloqués à partir du 4 octobre 1948.
Au même moment, de décembre 1947 à mars 1948, sur ordre du ministre des Affaires étrangères Georges Bidault des négociations sont lancées dans un fort près de New-York avec le général américain George Marshall par le général Pierre Billotte, alors représentant de la France au comité d’état-major de l’ONU depuis 1946. Le général Pierre Kœnig, chef des forces d'occupation en Allemagne, est chargé de mettre en place des nœuds d'interception, sur le parcours potentiel de l'Armée rouge. Des agents sont « recrutés sous le double critère de la compétence et de l'anticommunisme ». Parmi eux, on trouve aussi bien « d'anciens résistants que d'anciens agents nazis retournés et recyclés ».
Le député du Parti républicain de la liberté, créé en 1946, Jean-Marie Bouvier O'Cottereau, obtient la création le 1er septembre d'un bataillon de choc aéroporté confié au capitaine Edgar Mautaint.
Erwan Bergot, un ancien du 11e Choc qui en a écrit l'histoire, explique la création d'un bataillon spécial, le 11e Choc facilitera la clandestinité car jusque là les officiers affectés au SDECE, devenus hors-cadres, disparaissaient des annuaires militaires, permettant aux services étrangers de les identifier.
Au cours du même hiver, des doléances concernant ce bataillon « commencent à s’entasser sur le bureau » du colonel Morlanne. Parmi elles le fait que des bagarres opposent régulièrement les soldats aux militants communistes des environs. Autre tracas, les plaintes d’un pilote contraint à décoller sous la menace d’une arme malgré le mauvais temps.
Chef du bataillon, Paul Aussaresses reçoit une première visite du colonel Eon en février 1948. Puis c’est Morlane qui vient enquêter à Mont-Louis le 28 avril 1948 et décide peu après de remplacer Paul Aussaresses. Ce dernier partira quelques mois plus tard pour l'Indochine.
Le 25 mai 1948, le général Demetz et le colonel Eon intronisent à la tête du 11e Choc Yves Godard (1911-1975), alors depuis quelques mois à Paris au 3e bureau de l’état-major. Ce dernier demande de transférer le 11e choc de Montlouis vers deux sites, la citadelle de Perpignan, ce qu'il obtient dès son arrivée, en juin 1948, avec l'autorisation du général André d’Anselme, commandant de la 5ème région militaire, et au début de 1950 le camp abandonné de Cercottes, plus discret car en pleine forêt, près d’Orléans.

#### Le11eChoc
Au printemps 1946, il envoie le capitaine Mautaint à Mont-Louis pour animer et entraîner le 11e bataillon parachutiste de choc, nouvellement créé, bras armé du service Action du SDECE. Avant de rejoindre Mont-Louis, Mautaint rédige de nombreuses notes sur l'enseignement reçu au SOE (Special Operations Executive, le service secret britannique) afin de préparer celui des futurs agents du service Action.
Le capitaine Aussaresses, qui succède à Mautaint au service Action en juillet 1947 tandis que les effectifs augmentent, reçoit pour mission de Morlanne de :

« ...mener ce qu'on appelait alors la « guerre psychologique », partout où c'était nécessaire, et notamment en Indochine (...) Je préparais mes hommes à des opérations clandestines, aéroportées ou non, qui pouvaient être le plasticage de bâtiments, des actions de sabotage ou l'élimination d'ennemis… Un peu dans l'esprit de ce que j'avais appris en Angleterre. »

À son retour d'Indochine, en 1952, Aussaresses est chargé par Morlanne d'éliminer ceux qui soutiennent la rébellion algérienne : « Morlanne était persuadé qu'une invasion soviétique était imminente et il s'était occupé de créer des dépôts d'armes secrets sur le territoire pour que, le moment venu, une résistance puisse s'organiser. »
Le 11e BPC fusionne avec le 12e BPC de Calvi en octobre 1955 pour donner naissance à la 11e demi-brigade parachutiste de choc, la 11e DBPC, qui est appelé à mener un grand nombre d'opérations pendant la guerre d'Algérie.

#### Les nageurs de combat
Le 16 avril 1956 est créé le Centre d'instruction des nageurs de combat (CINC), intégré à la 11e DBPC. Le 26 octobre 1960, le CINC est transféré à la base d'aéronautique navale d'Aspretto en Corse. Le CINC est l'unité des nageurs de combat de la DGSE. Leur formation est assurée par le cours de nageurs de combat (CNC) de la Marine à Saint-Mandrier.
Après le retour au pouvoir du général de Gaulle en 1958, le SDECE est réorganisé et le service Action devient le « Service VIII ».
Selon Constantin Melnik, qui supervise à l'époque l'action des services secrets et de renseignement pour le Premier ministre Michel Debré, le service Action du SDECE a, pendant la seule année 1960, assassiné 135 personnes (dont plusieurs trafiquants d'armes qui approvisionnaient le FLN, tués par la Main rouge), coulé six bateaux et détruit deux avions.

### La guerre froide
La 11e DBPC est dissoute le 31 décembre 1963 après la fin de la guerre d'Algérie, et ses missions sont en partie reprises par les soldats du 13e régiment de dragons parachutistes (13e RDP) et du groupement opérationnel (GO) du 1er régiment de parachutistes d'infanterie de marine (1er RPIMa), généralement pour des opérations contre des guérillas d'idéologie marxiste ou approchante en Afrique.
En septembre 1970, une dizaine des soldats des futurs Recces sud-africains reçoivent leur première formation à Cercottes et au centre d'instruction des nageurs de combat en Corse. Par la suite, les Sud-Africains se forment auprès des SAS et Selous Scouts rhodésiens.
Fin 1970, le SDECE est réorganisé autour de deux pôles, la direction de l'infrastructure et des moyens (DIM) et la direction du Renseignement (DR) dont le service Action forme le service « R1 ». Le service Action, très réduit depuis la dissolution de la 11e DBPC, est renforcé à partir de 1971 sous la direction d'Alexandre de Marenches. En février 1979, à la suite d'une nouvelle réorganisation du SDECE, il est rattaché directement à la direction générale.
Le service Action du SDECE français apporte une aide à l'UNITA au cours de la guerre civile angolaise. Un Mil Mi-8 abattu en 1980 l'aurait été par ses soins.
En juillet 1981, le nouveau directeur Pierre Marion supervise une nouvelle réorganisation du SDECE en divisions, où le SA est renommé « division Action » (DA). En 1983, à la suite d'une autre réorganisation, la DA redevient « service Action » rattaché à la direction de la recherche.
La division Action n'obtient pas les faveurs du nouveau gouvernement socialiste de François Mitterrand, en raison de ses échecs au Liban en riposte à l'attentat du Drakkar en 1983 et du sabotage du Rainbow Warrior de Greenpeace le 10 juillet 1985 et de l'affaire liée des « époux Turenge ». C'est en effet le Service Action qui a proposé et dirigé le sabotage, ternissant son image de professionnalisme aux yeux des décideurs politiques.
Cette affaire a deux conséquences majeures. D'abord, le CINC est dissous et sa mission est reprise par le centre parachutiste d'entraînement aux opérations maritimes (CPEOM) à Quélern (Bretagne), mais cette restructuration hâtive dégrade les capacités des nageurs de combat de la DGSE, car des cadres expérimentés ne veulent pas être mutés au CPEOM, et les conditions de sécurité entourant la base de l'île Longue (base des SNLE de la Force océanique stratégique) réduisent de manière importante les occasions d'entraînement à la plongée sous-marine.
Ensuite, le 1er novembre 1985, le 11e BPC est recréé sous le nom de 11e régiment parachutiste de choc (11e RPC), basé à Cercottes (Loiret) au CIRP (Centre d'instruction des réserves parachutistes) et ayant repris les traditions de la 11e DBPC. Le « 11e choc » participe notamment à l'assaut de la grotte d'Ouvéa le 5 mai 1988, au cours duquel deux de ses hommes, l'adjudant Régis Pedrazza et le soldat Jean-Yves Véron, sont tués.
En 1987, Jean Heinrich crée la « cellule Alpha », unité clandestine parmi les clandestins du Service action, chargés de faire des missions principalement de type homo.
En juillet 1989, Claude Silberzahn lance une nouvelle réorganisation de la DGSE, désormais divisée en cinq directions. La direction des Opérations (DO) est créée, avec sous ses ordres le service Action et des services de recueil de renseignement d'origine opérationnelle.

### L'après-guerre froide
En 1992, le 11e RPC est conservé malgré les réformes des services de renseignement et des forces spéciales consécutives à la fin de la guerre froide, qui se traduisent notamment par la création du Commandement des opérations spéciales (COS), dans lequel le « 11e choc » n'est pas intégré.
Le 11e RPC est finalement dissous le 30 juin 1993, dans une grande discrétion. Ses fonctions sont reprises par trois centres d'entraînement : le Centre parachutiste d'entraînement spécialisé (CPES) stationné à Cercottes, le Centre parachutiste d'instruction spécialisée (CPIS) stationné à Perpignan, et le Centre parachutiste d'entraînement aux opérations maritimes (CPEOM) stationné à Quélern.
À la suite de l'enlèvement de trois otages, le Français Jean-Michel Braquet, le Britannique Mark Slater et l'Australien David Wilson, par les Khmers rouges au Cambodge en 1994, le service Action prépare une intervention en coopération avec les Special Air Service (SAS) britannique et australien mais les otages sont exécutés.
En 2006, un sous-officier du SA est tué à Bassora en Irak et un autre agent grièvement blessé. D'après des sources proches du ministère, leur mission consistait à protéger le personnel consulaire français et à obtenir du renseignement « traditionnel ». D'après Le Figaro, le SA avait été chargé de la récupération des otages français Christian Chesnot, Georges Malbrunot et Florence Aubenas, tous finalement libérés.
En 2008, au large de la Somalie, on rapporte la participation du service Action à la libération des otages du Ponant par la présence à proximité de l'Alizé, le bateau supposé des nageurs de combat de la DGSE. Le magazine Le Point rapporte que le SA n'aurait participé qu'à l'interception de communications. Le ministère refuse de commenter ces allégations. Le 16 avril, deux avions du GAM 56 sont repérés par les journalistes sur le tarmac de l'aéroport de Djibouti.
Les services secrets participant à l'intervention militaire de 2011 en Libye ont préparé et encadré le débarquement sur une plage de Tripoli, le 20 août 2011, au début de la seconde bataille de Tripoli, des commandos insurgés venus de Misrata. Cette opération du service Action et du Special Air Service britannique a été menée avec des Qatariens et probablement des Émiriens.
Le 17 janvier 2012, à l'occasion de la célébration du 70e anniversaire de la création du Bureau central de renseignements et d'action (BCRA), le drapeau du 44e régiment d'infanterie, unité support de la DGSE, et les fanions du CPIS, du CPES et du CPEOM sont décorés de la croix de la Valeur militaire avec palme de bronze. Le 31 mai 2012, le fanion du groupe aérien mixte 56 « Vaucluse » reçoit également la croix de la Valeur militaire avec une palme, des mains du chef d'état-major de l'Armée de l'air.
Le 12 janvier 2013, la DGSE lance une opération en Somalie pour libérer son agent Denis Allex, détenu depuis trois ans. L'opération se solde par un échec : l'otage serait mort au cours de l'opération, et deux militaires du service Action meurent pendant l'assaut. Dix-sept shebabs sont également tués dans l'action.
Le 17 juillet 2016, trois sous-officiers français appartenant au service Action meurent en service commandé lors d'un crash d'hélicoptère en Libye.
En 2022, selon le journaliste Georges Malbrunot, une cinquantaine de personnes du service Action de la DGSE se trouverait en Ukraine afin d'y assister l'armée ukrainienne dans ses missions de renseignement ou de l'emploi de matériel sensible.

## Chefs du service Action
- Commandant Henri Fille-Lambie (dit « Jacques Morlanne ») : 1946-1956
- Colonel Robert Roussillat : 1956-1962
- Colonel Pierre de Froment : 1962-1964
- Colonel André Devigny (« Alfred ») : 1964-1970
- Colonel Martin : 1970-1972
- Colonel Morbieu : 1972-1974
- Colonel Alain Gaigneron de Marolles : juin 1974-1979
- Colonel Georges Grillot : 1979-1982
- Colonel Jean-Claude Lorblanchés : 1982-décembre 1984
- Colonel Jean-Claude Lesquer (« Renaud ») : décembre 1984-1er septembre 1987
- Colonel Jean Heinrich : 1er septembre 1987-1989
- Colonel Pierre-Jacques Costedoat : 1989-septembre 1991
- Colonel Patrice de Loustal : septembre 1991-?
- Colonel Dominique Champtiaux : ?-juillet 1997
- Colonel Pierre-Michel Joana : juillet 1997-juillet 1999
- Colonel Bertrand Fleury : juillet 1999-2004[53],[54],[55]
- Colonel Christophe Rastouil : 2004-2008[56]
- Colonel Christophe Suptil : 2008-2011[57],[58]
- Colonel Jacques Germain : 2011-2014[59]

- Colonel Nicolas Le Nen : janvier 2014-2018[60],[61]

## Forces similaires dans le monde
- États-Unis : Special Activities Center (CIA), unité civilo-militaire secrète (qualifiée de « paramilitaire » par la CIA) opérant grâce au SOG et PAG et recrutant au sein du JSOC.
- Royaume-Uni : E Squadron (anciennement The Increment), unité secrète des forces spéciales britanniques, détachée auprès du Secret Intelligence Service (MI6).
- Russie : Zaslon, unité secrète du SVR formée en 1998.
- Israël : « Kidon », service action du Mossad

#### Mémoires
- Erwan Bergot, 11e Choc, Presses de la Cité, 1986 (ISBN 2-258-01788-2)
- Claude Faure, Aux services de la République : Du BCRA à la DGSE, Paris, Fayard, 2004, 782 p. (ISBN 2-213-61593-4).
- Jean-Marc Gadoullet et Matthieu Pelloli, Agent secret, Paris, Robert Laffont, 2016, 223 p. (ISBN 978-2-221-19104-0, lire en ligne) ; consacré au CPIS
- Thierry Jouan, Une vie dans l'ombre, Monaco/Paris, Éditions du Rocher, 2013, 319 p. (ISBN 978-2-268-07433-7).
- Alain Mafart, Carnets secrets d'un nageur de combat : du « Rainbow Warrior » aux glaces de l'Arctique, Paris, Albin Michel, coll. « Essais Doc. », 1999, 254 p. (ISBN 2-226-10831-9).
- Pierre Martinet et Philippe Lobjois, Un agent sort de l'ombre : DGSE, service action, Paris, Privé, 2005, 385 p. (ISBN 2-35076-020-0) ; consacré au CPES
- Dominique Prieur et Jean-Marie Pontaut, Agent secrète, Paris, Fayard, coll. « Documents », 1995, 247 p. (ISBN 2-213-59277-2).
- Jean Sassi et Jean-Louis Tremblais, Opérations spéciales, 20 ans de guerres secrètes : Résistance, Indochine, Algérie, Paris, Nimrod, 2009, 335 p. (ISBN 978-2-915243-17-8).
- Claude Silberzahn et Jean Guisnel, Au cœur du secret : 1 500 jours aux commandes de la DGSE (1989-1993), Paris, Fayard, coll. « Documents », 1995, 330 p. (ISBN 2-213-59311-6).
- Roger Trinquier, Les maquis d'Indochine, 1952-1954 : Les missions spéciales du Service Action, Paris, Albatros, 1976, 261 p. (BNF 34708366).

#### Livres fictionalisés
- Patrick du Morne Vert (pseudonyme de Patrick Amory[62]), Mission Oxygène : Un agent secret dit tout, Paris, Filipacchi, 1987, 434 p. (ISBN 2-85018-457-8)[63]
- Sophie Aman, Trajectoires dans le cercle, Lons-le-Saunier, Aréopage, 2010, 417 p. (ISBN 978-2-908340-85-3) (roman)

#### Ouvrages documentaires
- Gérard Desmaretz, Service Action, un service secret pas comme les autres : Formation, méthode et pratique, Paris, Chiron, 2008, 318 p. (ISBN 978-2-7027-1225-2)
- Philippe Millour et Gaston Erlom, Le Service Action d'Extrême-Orient, 1944-1945, Paris, Histoire & Collections, 2022, 212 p. (ISBN 979-1-038-01288-2).
- Vincent Nouzille, Les Tueurs de la République : Assassinats et opérations spéciales des services secrets, Paris, Fayard, 2015, 346 p. (ISBN 978-2-213-67176-5).